# Município de Sandusky (condado de Crawford, Ohio)
O município de Sandusky (em inglês: Sandusky Township) é um município localizado no condado de Crawford no estado estadounidense de Ohio. No ano de 2010 tinha uma população de 459 habitantes e uma densidade populacional de 9,89 pessoas por km².

## Geografia
O município de Sandusky encontra-se localizado nas coordenadas 40° 51′ 49″ N, 82° 49′ 21″ O. Segundo a Departamento do Censo dos Estados Unidos, o município tem uma superfície total de 46.42 km², da qual 46,39 km² correspondem a terra firme e (0,06 %) 0,03 km² é água.

## Demografia
Segundo o censo de 2010, tinha 459 pessoas residindo no município de Sandusky. A densidade populacional era de 9,89 hab./km². Dos 459 habitantes, o município de Sandusky estava composto pelo 99,35 % brancos, o 0,22 % eram asiáticos e o 0,44 % eram de uma mistura de raças. Do total da população o 0,87 % eram hispanos ou latinos de qualquer raça.